# Bernières-d’Ailly
Bernières-d’Ailly ist eine französische Gemeinde mit 212 Einwohnern (Stand: 1. Januar 2022) im Département Calvados in der Region Normandie. Sie gehört zum Arrondissement Caen und zum Kanton Falaise.

## Geografie
Bernières-d’Ailly liegt etwa zwölf Kilometer von Falaise und 33 Kilometer von Lisieux entfernt. Umgeben wird die Gemeinde von Jort im Norden, Courcy im Nordosten, Vicques im Osten, Morteaux-Coulibœuf im Südosten, Damblainville im Süden, Versainville im Südwesten, Perrières im Westen sowie Sassy im Nordwesten.

## Bevölkerungsentwicklung
| Jahr                             | 1793 | 1836 | 1876 | 1926 | 1946 | 1968 | 1990 | 2016 |
| Einwohner                        | 226  | 208  | 251  | 253  | 275  | 210  | 229  | 252  |
| Quelle: Cassini, EHESS und INSEE |      |      |      |      |      |      |      |      |

## Sehenswürdigkeiten

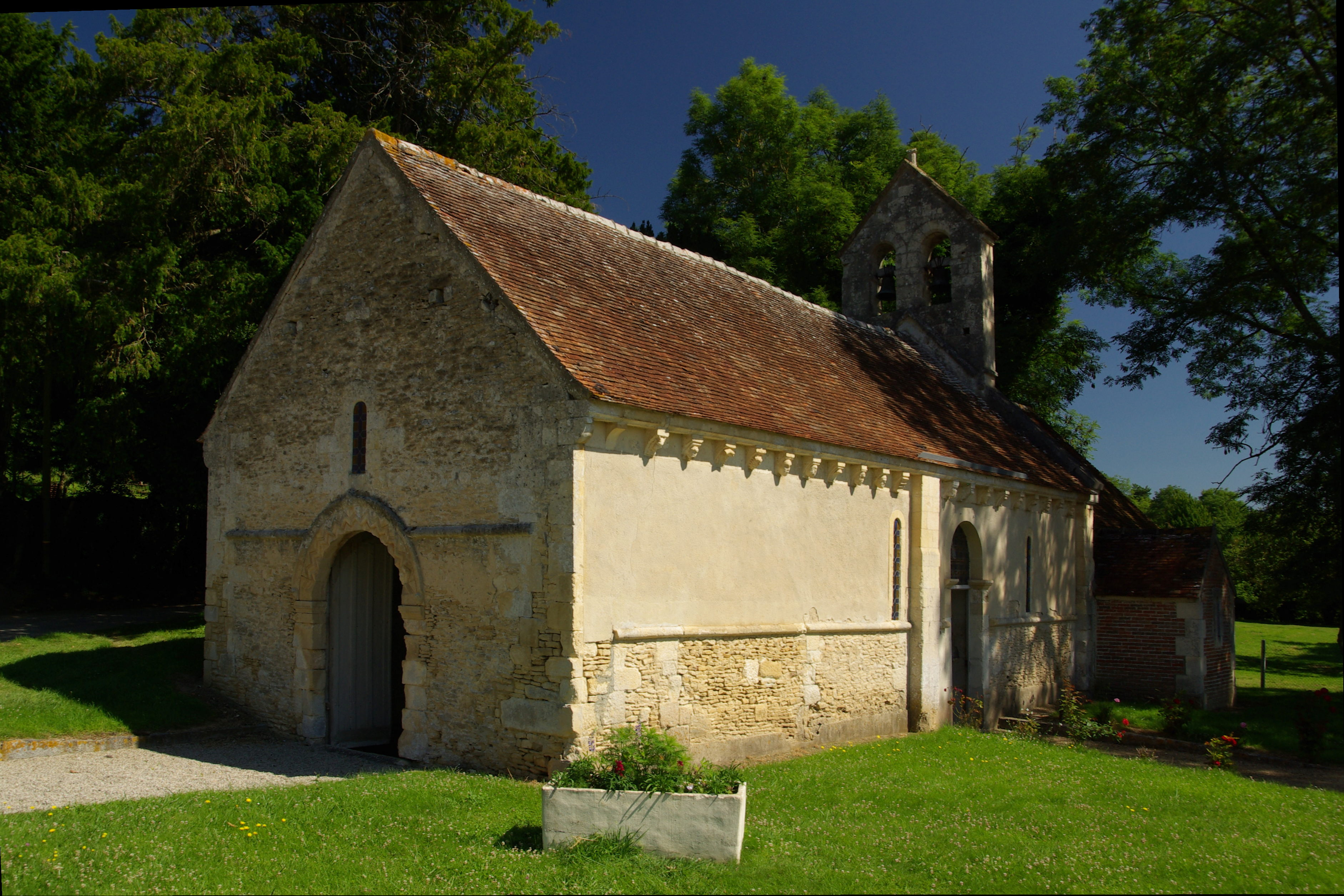
Kapelle Sainte-Anne

- Kirche Saint-Gerbold aus dem 11. Jahrhundert, Monument historique
- Kirche Saint-Pierre aus dem 18. Jahrhundert
- Kapelle Sainte-Anne aus dem 11. Jahrhundert, Monument historique
- Schloss aus dem 11. Jahrhundert, Monument historique